# Lapoș (Prahova megye)
Lapoș község és falu Prahova megyében, Munténiában, Romániában.  A hozzá tartozó települések: Glod, Lăpoșel és Pietricica.

## Fekvése
A megye keleti részén található, a megyeszékhelytől, Ploieștitől, ötvenhét kilométerre északkeletre, a Pietrosa és az Izvorul Rece patakok mentén, a Szubkárpátok dombságain. 

## Történelem
Iorgu Iordan román nyelvész szerint a község neve a magyar lápos szóból származik.
A 19. század végén a község Buzău megye Buzău járásához tartozott és Pietricica, Lapoș, Lăpoșel valamint Valea Unghiului falvakból állt, 1210 lakossal. A községnek egy iskolája és három temploma volt. Glod falu ekkor Tisău községhez tartozott. 
A két világháború között csatolták hozzá Glod valamint az akkor még különálló, mára egyesített Buda és Crăciunești falvakat. A községnek ekkor 2387 lakosa volt.
1950-ben közigazgatási átszervezés alapján, a Buzău-i régió Mizil rajonjához került, majd 1952-ben a Ploiești régióhoz csatolták.
1968-ban ismét megyerendszert vezettek be az országban, Lapoș ekkor lett Prahova megye rész, és ekkor csatolták el Buda és Crăciunești falvakat és helyezték Cislău község irányítása alá.

## Lakossága
| Nemzetiségek | 2002 | 2002    |
| ------------ | ---- | ------- |
| Románok      | 1427 | 100,00% |
| Összesen     | 1427 | 100,0%  |

## Külső hivatkozások
- A település honlapja
- Adatok a településről
- asociatiaturismprahova.ro Archiválva 2016. március 4-i dátummal a Wayback Machine-ben
- 2002-es népszámlálási adatok
- Marele Dicționar Geografic al României